# 나이지리아-케냐 관계
나이지리아–케냐 관계는 나이지리아와 케냐 사이의 양자 관계이다. 두 나라는 모두 비동맹 운동, 아프리카 연합, 영연방의 회원국이다.

## 역사
두 아프리카 국가는 1964년 5월 28일, 공식적으로 외교 관계를 수립하였다. 2013년에는 굿럭 조너선 나이지리아 대통령이 나이로비를 국빈 방문하였으며, 이에 대한 답방으로 2014년 우후루 케냐타 케냐 대통령이 나이지리아를 방문하였다.

### 계약 및 양해각서
케냐와 나이지리아는 양국 간의 양자 및 통상 관계를 증진하기 위한 7건의 협정을 체결하였다. 해당 협정들은 관광, 무역 및 투자, 석유와 가스, 외교관 여권 소지자에 대한 비자 면제, 이중과세 방지를 위한 협정 체결, 농업, 축산, 수산업, 자매도시 협력 등을 포함하고 있다.
그 외에도 케냐 외교서비스연구소와 나이지리아 외교서비스아카데미 간의 상호 협력에 관한 합의도 이루어졌다.
또한 경찰 서비스 분야 협력, 유력 기업인을 위한 5년 복수비자 발급, 마약 및 향정신성 물질의 소지 및 밀매 통제에 관한 협력 등과 관련한 양해각서(MoU)도 체결되었다.

### FDI
상당수의 나이지리아 기업들이 케냐에서 사업을 운영하고 있다. 이와 마찬가지로, 많은 케냐 기업들도 나이지리아에서 사업을 운영하고 있다.

## 무역
케냐 국가통계국에 따르면, 케냐의 대나이지리아 수출은 2008년 3,700만 달러에서 2015년 3,300만 달러로 감소하였다.
마찬가지로, 같은 기간 동안 나이지리아로부터의 수입은 195만 달러에서 고작 55만 5,000달러로 감소하였다.
이 시기 이후, 케냐의 수출은 2022년 1억 500만 달러로 급증한 반면, 나이지리아의 수출은 446만 달러에 그쳤다.

### 재수출
나이지리아 시장에는 케냐산 제품들이 많이 있다. 꽃, 차와 같은 상품들은 영국을 통해 구매되고 있다. 양국 합동경제협의회는 이러한 제품들을 나이지리아에 직접 판매할 수 있는 유통 경로 개설 가능성을 모색할 것을 권고하였다.